# Samuel Lublinski

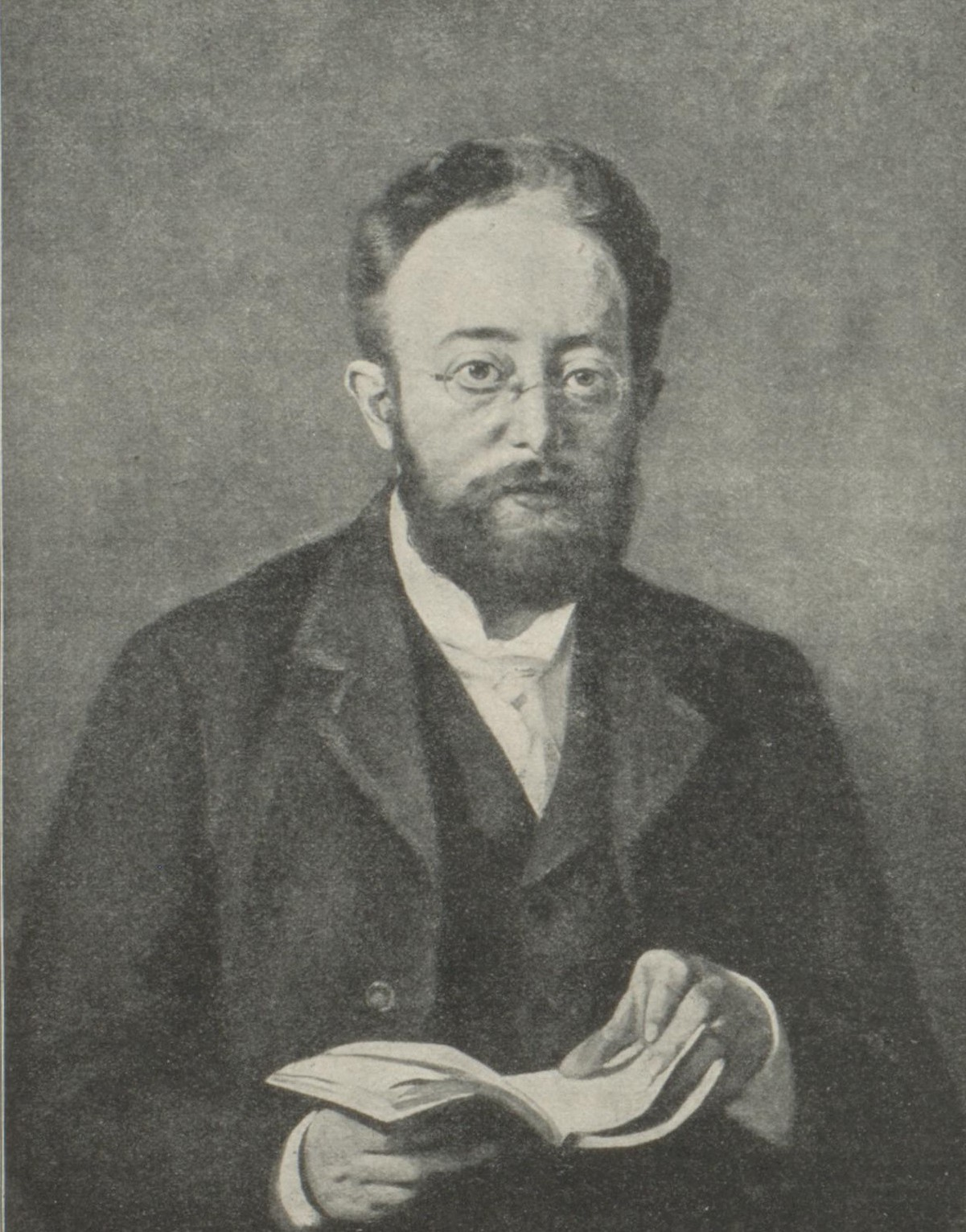
Julius Tischmeyer: Samuel Lublinski

Samuel Lublinski (* 18. Februar 1868 in Johannisburg, Ostpreußen; † 26. Dezember 1910 in Weimar) war ein vor allem in Berlin wirkender deutscher Schriftsteller, Literarhistoriker, Kritiker und Religionsphilosoph. Er gilt als Pionier der Literatursoziologie in Deutschland.

## Leben
Samuel Lublinski entstammte einer deutsch-jüdischen Familie und war Sohn eines Kaufmanns. Er war viele Jahre lang als Buchhändler tätig und verfasste in dieser Zeit eine mehrbändige Literaturgeschichte, die sich mit der deutschen Literatur des 19. Jahrhunderts befasste und besonders deren politisch-soziale Aspekte analysierte (Litteratur und Gesellschaft im 19. Jahrhundert, 1899 f.).
Spätestens seit 1900 widmete er sich ganz seinen schriftstellerischen Neigungen, wurde ein bekannter Kritiker und versuchte sich gleichzeitig als klassizistischer Dramatiker. Die Bilanz der Moderne (1904) und Der Ausgang der Moderne (1909) waren seine persönlichen Abrechnungen mit Naturalismus und Neuromantik.
Eine gewisse religionshistorische Bedeutung erlangten seine Theorien zum Jesus-Mythos (Lublinski bestritt die Existenz Jesu), die er aus einer Verschmelzung des Spätjudentums mit orientalischen und hellenistischen Mysterienkulten herleiten wollte (Die Entstehung des Christentums ...  und Das werdende Dogma ... , beide 1910).
Samuel Lublinski war zunächst überzeugter Anhänger des Zionismus und in den ersten Jahren ständiger Mitarbeiter der Welt (Pseudonym: Salomo Liebhardt), zog sich dann aber von der Mitarbeit an der Welt zurück, als er gewahr wurde, dass er „mehr Deutscher als Vollblutjude“ sei; er fühlte sich „aus psychischem Zwang als Deutscher“, nicht aus „theoretischer Überzeugung“, blieb dem Zionismus gegenüber positiv eingestellt, schloss für sich aber aus, jemals nach Palästina gehen zu können. Andererseits wollte er sich aber auch nicht assimilieren (Briefe an Theodor Herzl vom 22. und 26. Mai 1899). Seit 1901 allerdings bekannte er sich zur Assimilation.
Als einer der ersten erkannte er die literarische Bedeutung von Thomas Manns Roman Buddenbrooks. Im Berliner Tageblatt vom 13. September 1902 schrieb er, dass dieses Buch ein unzerstörbares Buch bleiben werde, das, allmählich und unwiderstehlich überwältigend, mit der Zeit wachsen und noch von vielen Generationen gelesen werden werde.
Mit einer äußerst scharfen Satire, die den Kritiker Samuel Lublinski, von seiner wenig schönen äußeren Gestalt ausgehend, zu vernichten suchte und auf die Thomas Mann beinahe ebenso scharf reagierte, hatte Theodor Lessing 1910 einen Literaturskandal verursacht.

## Werke (Auswahl)
- Der Antisemitismus, 1896[4]
- Jüdische Charaktere bei Grillparzer, Hebbel und Otto Ludwig. Litterarische Studien, Cronbach, Berlin 1899. (Digitalisat)
- Litteratur und Gesellschaft im 19. Jahrhundert, 4 Bände. Cronbach, Berlin 1899–1900.
- Charles Darwin. Eine Apologie und eine Kritik, Leipzig o. J. (ca. 1900) (Digitalisat)
- Der Imperator. Trauerspiel in fünf Aufzügen. 1901 (Tragödie)
- Gescheitert, 1901 (Novellen)
- Multatuli., Gose & Tetzlaff, Berlin 1902
- Die Entstehung des Judentums. Eine Skizze, Berlin 1903
- Die Bilanz der Moderne, Berlin 1904 (Nachdruck herausgegeben von Gotthart Wunberg bei Niemeyer, Tübingen 1974, ISBN 3-484-19029-9)
- Vom unbekannten Gott. Ein Baustein, Dresden 1904
- Friedrich Schiller. Seine Entstehung und seine Zukunft, Berlin o. J. (1905)
- Peter von Russland, 1906 (Tragödie)
- Die Humanität als Mysterium, Jena 1907
- Gunther und Brunhild, Berlin 1908 (Drama)
- Shakespeares Problem im Hamlet, Leipzig 1908
- Der Ausgang der Moderne. Ein Buch der Opposition, Dresden 1909 (Nachdruck herausgegeben von Gotthart Wunberg bei Niemeyer, Tübingen 1976, ISBN 3-484-19040-X)
- Die Entstehung des Christentums aus der antiken Kultur, Jena 1910
- Das werdende Dogma vom Leben Jesu, Jena 1910
- Falsche Beweise für die Existenz des Menschen Jesus, Leipzig 1910
- Kaiser und Kanzler, Leipzig 1910 (Tragödie)
- Teresa und Wolfgang, Berlin 1912
- Nachgelassene Schriften, München 1914